# Saison 2009 des Giants de San Francisco
La Saison 2009 des Giants de San Francisco est la 127e saison en Ligue majeure pour cette franchise.

## Intersaison

### Arrivées
- Randy Johnson, en provenance des Diamondbacks de l'Arizona.
- Jeremy Affeldt, en provenance des Reds de Cincinnati.
- Bob Howry, en provenance des Cubs de Chicago.
- Brandon Medders, en provenance des Diamondbacks de l'Arizona.
- Edgar Rentería, en provenance des Tigers de Detroit.
- Juan Uribe, en provenance des White Sox de Chicago.
- Andrés Torres, en provenance des Cubs de Chicago (ligues mineures).

### Cactus League
Basés au Scottsdale Stadium à Scottsdale en Arizona, le programme des Giants comprend 37 matches de pré-saison entre le 25 février et le 1er avril.
La pré-saison s'achève par quatre matches joués en Californie : trois face aux Athletics d'Oakland du 2 au 4 (les deux premiers à l'AT&T Park et le troisième à l'Oakland Coliseum), puis face aux Dodgers le 5 à San Francisco.

## Saison régulière

### Classement
| Ligue nationale (Division Ouest) | V  | D  | %    | GB |
| -------------------------------- | -- | -- | ---- | -- |
| Dodgers de Los Angeles           | 95 | 67 | .586 | -- |
| Rockies du Colorado              | 92 | 70 | .568 | 3  |
| Giants de San Francisco          | 88 | 74 | .543 | 7  |
| Padres de San Diego              | 75 | 87 | .463 | 20 |
| Diamondbacks de l'Arizona        | 70 | 92 | .432 | 25 |

### Résultats

#### Avril
L'ouverture se déroule à domicile le 7 avril face aux Brewers de Milwaukee.